# Diclidia gilva
Diclidia gilva är en skalbaggsart som beskrevs av Liljeblad 1921. Diclidia gilva ingår i släktet Diclidia och familjen ristbaggar. Inga underarter finns listade i Catalogue of Life.